# Водяне (зупинний пункт, Одеська залізниця)
Водяне — пасажирський зупинний пункт Знам'янської дирекції Одеської залізниці з ординатою (291,3 км) на лінії Чорноліська — Знам'янка-Пасажирська між станціями Чорноліська (4 км) з ординатою (288,8 км) та зупинним пунктом Степова (2 км) з ординатою (293,9 км). Розташований біля однойменного села Кропивницького району Кіровоградської області.

## Пасажирське сполучення
На зупинному пункті Водяне зупиняються приміські поїзди до станцій Імені Тараса Шевченка, Знам'янка-Пасажирська, Миронівка, Помічна та Цвіткове. До 2022 року, внаслідок руйнування залізничної інфраструктури в Миколаївській області, спричиненої внаслідок повномасштабного російського вторгнення в Україну, курсували приміські електропоїзди до станцій Колосівка, Одеси через Вознесенськ.